# Dole pri Litiji
Dole pri Litiji – wieś w Słowenii, w gminie Litija. W 2018 roku liczyła 101 mieszkańców.